# Franz von Dietrichstein
Franz von Dietrichstein, nemški rimskokatoliški duhovnik, škof in kardinal, * 22. avgust 1570, Madrid, † 23. september 1636.

## Življenjepis
Leta 1599 je bil imenovan za nadškofa Olomouca.
3. marca 1599 je bil povzdignjen v kardinala.